# Baetodes
Baetodes is een geslacht van haften (Ephemeroptera) uit de familie Baetidae.

## Soorten
Het geslacht Baetodes omvat de volgende soorten:
- Baetodes adustus
- Baetodes alleni
- Baetodes andamagensis
- Baetodes arawak
- Baetodes arizonensis
- Baetodes awa
- Baetodes bibranchius
- Baetodes capixaba
- Baetodes caritus
- Baetodes chilloni
- Baetodes cochunaensis
- Baetodes copiosus
- Baetodes deficiens
- Baetodes deludens
- Baetodes diasae
- Baetodes edmundsi
- Baetodes fortinensis
- Baetodes fuscipes
- Baetodes gibbus
- Baetodes huaico
- Baetodes inaquita
- Baetodes inermis
- Baetodes itatiayanus
- Baetodes levis
- Baetodes liviae
- Baetodes longus
- Baetodes noventus
- Baetodes obesus
- Baetodes pallidus
- Baetodes pehuenche
- Baetodes peniculus
- Baetodes pictus
- Baetodes proiectus
- Baetodes proscolus
- Baetodes pseudogibbus
- Baetodes pseudospinae
- Baetodes rutilus
- Baetodes sancticatarinae
- Baetodes santatereza
- Baetodes serratus
- Baetodes solus
- Baetodes spinae
- Baetodes spiniferum
- Baetodes traverae
- Baetodes tritus
- Baetodes uruguai
- Baetodes velmae
- Baetodes yuracare